# 茶翅玳灰蝶
茶翅玳灰蝶（學名：Deudorix sankakuhonis），又名 三角峰玳灰蝶、三角峰小灰蝶。

## 描述
本種為中大型灰蝶，具尾突與明顯眼斑。體背黑褐，腹側灰白。前翅尖，前緣弧形，雄蝶外緣近直，雌蝶呈弧形。後翅卵形，CuA2脈末端具細長尾突，臀區具發達葉狀突，上有橙黑相間眼斑與金屬藍紋。翅背面黑褐，雄蝶後翅基部有灰色性標。翅腹面茶褐色，具白邊斑列，於CuA2脈呈V形，中室末端與CuA1室有鑲橙環黑眼斑，外緣有模糊暗色帶。雄蝶前翅腹面後緣具長毛。緣毛褐色。後翅肛角處可見一枚淡黃色圓斑。

## 分佈
本種分布於臺灣北部至中部中海拔原始闊葉林，數量稀少，亦見於中國大陸南部，但同樣罕見。

## 棲地
棲息於常綠闊葉林，一年一代，成蝶活動期為夏季，尤以七、八月較常見。飛行敏捷，會訪花。幼蟲以殼斗科植物為食。
本種為臺灣稀有種，目前寄主植物及幼蟲生活史尚不明確，